# Sesto ed Uniti
Sesto ed Uniti är en kommun i provinsen Cremona i regionen Lombardiet i Italien. Kommunen hade 3 218 invånare (2018).